# Silvina Bullrich
Silvina Bullrich (4 tháng 10 năm 1915 - 2 tháng 7 năm 1990) là một tiểu thuyết gia Argentina bán chạy nhất, cũng như một dịch giả, biên kịch, phê bình và học thuật. Bà được biết đến ở Argentina là la burguesa ("người phụ nữ tư sản vĩ đại").

## Cuộc sống và công việc
Silvina Bullrich là con của María Laura Meyrelles de Bullrich và Rafael Bullrich (1877–1944), một bác sĩ tim mạch người Argentina nổi tiếng và là Trưởng Khoa Y của Đại học Buenos Aires. Là con thứ hai trong số ba chị em, bà được nuôi dưỡng trong một nền tảng đặc quyền; bất chấp sự bảo thủ của Tiến sĩ Bullrich, mẹ bà đã dành thời gian rảnh rỗi để cho con gái của mình đọc văn học cổ điển và do hôn nhân không hạnh phúc, bà thường xuyên đi cùng các con đến Paris, nơi ông nội của Silvina là một nhà ngoại giao. Bà đã không thể theo đuổi bằng tốt nghiệp đại học, nhưng đã nhận được bằng tốt nghiệp trong các nghiên cứu ngôn ngữ Pháp từ Alliance Française Buenos Aires.
Bà kết hôn với Arturo Palenque năm 1936 và có một con trai. Tập trung vào viết văn, bà đã đóng góp các bài viết văn học cho La Nación (sau đó được lưu hành nhiều nhất ở Argentina) và năm 1939, có một bộ sưu tập các bài thơ (Vibraciones) và Calles de Buenos Aires ("Đường phố Buenos Aires") được xuất bản trên tạp chí Atlántida. Là bạn bè với các nhà văn nổi tiếng Adolfo Bioy Casares và Jorge Luis Borges, vào năm 1945, bà đã hợp tác với Borges trong một bộ sưu tập các bài văn xuôi có tiêu đề El compadrito.